# 安静
| ウィキペディアには「安静」という見出しの百科事典記事はありません（タイトルに「安静」を含むページの一覧/「安静」で始まるページの一覧）。 代わりにウィクショナリーのページ「安静」が役に立つかもしれません。 |